# Västergötlands runinskrifter NOR1997;27
Västergötlands runinskrifter NOR1997;27 är en vikingatida runsten i Hols kyrka, Hols socken och Vårgårda kommun. 
Den är av grovkornig gnejs och pelarliknande, 295 centimeter hög, 51 till 53 centimeter bred och 30 till 39 centimeter tjock. Runstenen påträffades 1996 när putsen på kyrkans yttermurar avlägsnades i samband med restaureringsarbeten på Hols kyrka. Runstenen togs då ur muren och är nu placerad strax söder om kyrkan. Runstenens ristningsytor rengjordes och uppmålades i samband med detta.
Mansnamnen Ulf och Assur är vanliga namn i runstenarnas inskrifter, medan namnet Aslak tycks ha varit mest använt i västra Sverige och i Norge. Benämningen "en mycket god tägn" är ett vanligt berömmande tillägg på västgötska runstenar.
Ordet tägn betecknande inte bara en fri man i allmänhet, utan angav förmodligen också att han innehade rätten till släktjorden.

## Inskriften
Runinskriften börjar längst ner till vänster på stenen och följer stenens sidor i ett u-format band. Framsidans inskrift är väl bevarad och tydlig, medan inskriften på smalsidan, som var vänd utåt, är vittrad i mittpartiet. Runornas höjd varierar mellan 11 och 18 centimeter.
Translitterering av runraden:
: ulfr : auk : asur : risþu : stin : þosi : eftiʀ : oslak : harþa : kuþan : þikn : faþur : sin : hrþa : frunan
Normalisering till fornvästnordiska:
Ulfʀ ok Assurr ræistu stæin þannsi æftiʀ Aslak, harða goðan þegn, faður sinn, harða frynan.
Översättning till nusvenska:
Ulf och Assur reste denna sten efter Aslak, en mycket god tegn, sin fader, en mycket vänsäll [rsv. * frynan] (man).